# PLM 242 BE 1
Die Elektrolokomotive 242 BE 1 der Compagnie du chemin de fer Paris-Lyon-Méditerranée, später 2BB2 3301 der SNCF, war eine Versuchslokomotive für den Reisezugdienst.  Die Lokomotive war dem Depot Chambéry zugeteilt und wurden auf der mit 1500 V Gleichstrom elektrifizierten Nordrampe der Mont-Cenis-Bahn in der Maurienne eingesetzt, bevor sie ungefähr 1961 ausrangiert wurde.

## Einsatz
Die 242 BE 1 war für den Einsatz auf dem mit dritter Schiene elektrifizierten Streckenabschnitt Culoz–Modane vorgesehen. Sie wurde im April 1925 abgeliefert und wurde zuerst auf dem mit Fahrleitung elektrifizierten Netz der Paris–Orléans-Bahn erprobt, bevor sie im Juli des gleichen Jahres ins Depot Chambéry überstellt wurde. Die Versuchsfahrten wurden auf dem ersten unter Spannung gesetzten Abschnitt Chambéry–Saint-Pierre-d’Albigny der zukünftigen Einsatzstrecke fortgesetzt, wobei die 242 BE 1 die erste Lokomotive war, die für Versuche zur Verfügung stand. Sie bewährte sich und diente als Grundlage für die größere und stärkere PLM 262 AE. 
Ab 1934 wurde die Lokomotive vom Reisezugdienst zurückgezogen und nur noch für Güterzüge zwischen Culoz und Saint-Jean-de-Maurienne eingesetzt. 1961 kam es zu einem Überschlag in einem Fahrmotor, so dass die Lokomotive längere Zeit abgestellt war, bevor sie verschrottet wurde.

## Technik

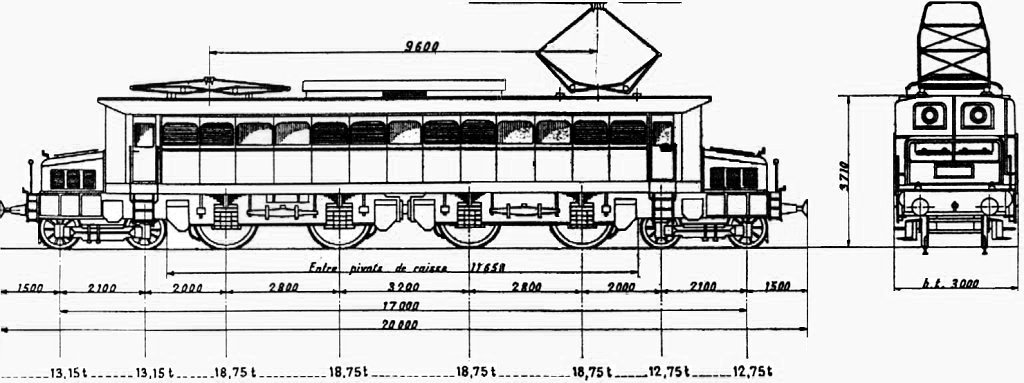
PLM 242 BE 1

Der Wagenkasten liegt auf den beiden miteinander kurzgekuppelten Fahrwerken und nimmt keine Zugkräfte auf. Jedes Fahrwerk ist mit einem Laufdrehgestell versehen, um die Laufeigenschaften der Lokomotive zu verbessern. Der Hersteller MFO des elektrischen Teils verwendete den Oerlikon-Einzelachsantrieb für die Kraftübertragung der vier Doppelfahrmotoren auf die Treibachsen. Die 242 BE 1 war als erste Lokomotive Frankreichs mit einer eigenen Lüftung für die Anfahrwiderstände ausgerüstet.